# Municipio de Liberty (condado de Adams, Ohio)
El municipio de Liberty (en inglés: Liberty Township) es un municipio ubicado en el condado de Adams en el estado estadounidense de Ohio. En el año 2010 tenía una población de 1965 habitantes y una densidad poblacional de 17,55 personas por km².

## Geografía
El municipio de Liberty se encuentra ubicado en las coordenadas 38°48′16″N 83°37′55″O / 38.80444, -83.63194. Según la Oficina del Censo de los Estados Unidos, el municipio tiene una superficie total de 111.93 km², de la cual 111,92 km² corresponden a tierra firme y (0,02 %) 0,02 km² es agua.

## Demografía
Según el censo de 2010, había 1965 personas residiendo en el municipio de Liberty. La densidad de población era de 17,55 hab./km². De los 1965 habitantes, el municipio de Liberty estaba compuesto por el 98,27 % blancos, el 0,2 % eran afroamericanos, el 0,61 % eran amerindios, el 0,25 % eran asiáticos y el 0,66 % eran de una mezcla de razas. Del total de la población el 1,12 % eran hispanos o latinos de cualquier raza.